# استفان نیستراند
استفان نیستراند (به انگلیسی: Stefan Nystrand) (زادهٔ ۲۰ اکتبر ۱۹۸۱) شناگر اهل سوئد است.